# 赤羽有紀子
赤羽 有紀子（あかば ゆきこ、1979年10月18日 - ）は、日本の陸上競技（長距離走・マラソン）元選手・現指導者。かつて現役時代は、実業団チーム・ホクレンに所属していた。
主な実績に2008年・北京オリンピック女子長距離走（5000m・10000m）日本代表、2011年・世界陸上大邱大会女子マラソン5位入賞、2009年・日本陸上選手権女子10000m優勝、2011年・2014年大阪国際女子マラソン優勝など。

## 経歴
栃木県芳賀郡芳賀町出身。栃木・芳賀中学校1年から陸上を始め、真岡女子高校を経て城西大学に進学、日体大出身で箱根駅伝でも活躍した鈴木尚人監督の指示を仰ぎ大学でメキメキと力を付ける。1999年、マヨルカユニバーシアードでハーフマラソンに出場し、銀メダルを獲得。2001年の北京ユニバーシアードでは10000mに出場し、銅メダルを獲得。同大会で複数メダル獲得という快挙を成し遂げる。また、かつて大阪市（現在は宮城県仙台市）のコースで行われた全日本大学女子駅伝対校選手権大会でも、4年連続で区間賞獲得を達成した。
2002年に城西大学を卒業後は、北海道の実業団・ホクレンに入社。2005年3月、大学時代の同級生で元陸上選手だった浅利周平と結婚した。結婚を機に引退するつもりだったものの、ホクレンに慰留されて競技継続を決めた。なお結婚後、夫の周平は赤羽家に婿入りすると共にホクレンのコーチ業を務めることとなる。

### ママさんランナーとして
専任コーチである夫のサポートを受け、2005年11月27日に5000mで日本歴代4位となる15分11秒17の好タイムをたたき出すなど、日本のトップ選手へと成長。2006年8月に女児を出産の後も走り続けており、「ママさんランナー」として注目を集めていた。
2007年11月には国際千葉駅伝日本代表に選出され、アンカーでキャサリン・ヌデレバ（アテネオリンピック・北京オリンピック女子マラソン2大会連続銀メダリスト・前女子マラソン世界記録保持者）を逆転し優勝。同年12月23日の日本体育大学女子長距離競技会には、10000mで翌2008年の北京オリンピックA参加標準記録を突破する、31分23秒27の好タイムをマークした（シーズン日本最高・当時日本女子歴代9位）。
2008年3月の全日本実業団ハーフマラソン（山口県）では、1時間08分11秒の大会新記録で優勝した（それまでの記録は、2004年アテネ五輪女子マラソン金メダリスト・野口みずきが作った2003年の1時間08分29秒）。

### 北京五輪代表選出
優勝すれば北京五輪内定となる2008年6月27日の日本陸上競技選手権の女子10000mでは、日本女子長距離トラックの第一人者である渋井陽子・福士加代子とラスト1周まで競り合った。残り1周の鐘が鳴った後、赤羽が先頭に立ち優勝を目指してラストスパートをかけたが、残り100m過ぎのゴール前の直線で渋井に抜かれ2位であった。それでも赤羽は31分15秒34の自己ベストをマークし、渋井らと共に大会新記録を達成。その2日後の6月29日の女子5000mでも、優勝の小林祐梨子に次いで2位でゴールとなった。
6月30日の日本陸上競技連盟理事会において、「ママさんランナー」としては日本陸上競技界で史上初のオリンピック代表入りを果たす。その後、7月13日のホクレン・ディスタンスチャレンジ北見大会の5000mでは、自己ベストと五輪A参加標準記録を突破し、北京五輪では女子5000mと10000mの長距離2種目に出場する資格を手にした。
しかし、北京五輪ではレース本番の約2週間前に、発熱するアクシデントに見舞われる。その影響が尾を引き、8月15日の女子10000mでは32分00秒37の20位に留まり、8月19日の女子5000m予選は15分38秒30で組12着に終わり決勝進出はならなかった。

### フルマラソン初挑戦
2008年11月3日の東日本実業団対抗女子駅伝に出走後、大阪国際女子マラソンへ初マラソンに挑戦することを表明。なお初マラソンに大阪を選んだ一番の理由は、「全日本大学女子駅伝で4年連続区間賞を獲得した縁起の良い場所だから」とのことであった。
その翌2009年1月25日開催の大阪国際女子マラソン本番では、前半から5kmラップが17分台前半のややスローペースの中、積極的に先頭に立ちレースを引っ張った。30km付近から渋井陽子とのマッチレースになるが、31kmを過ぎてからは更にスパートをかけた渋井についていくことができなかった。結果優勝した渋井とは2分近くの差をつけられ、2時間25分台の2位に留まる。それでもゴール後の赤羽は「楽しかった。次に繋がるレースができた」と満足そうな笑顔を見せていた。

### 日本選手権初優勝・世界陸上ベルリン大会
2009年5月7日、同年8月開催の世界陸上ベルリン大会の女子マラソン代表へ、最後の5人目で選出された。ママさんランナーとして世界陸上代表及びマラソン代表では、日本陸上界で共に史上初となる。その3日後、5月10日の仙台国際ハーフマラソンでは、1時間8分50秒のタイムで同大会初優勝。また6月25日の日本陸上選手権・女子10000mでも、佐伯由香里・福士加代子らを破って初優勝を果たした。
しかし期待された2009年8月23日開催の、世界選手ベルリン大会女子マラソン本番では、8月上旬に右足裏を痛めたのとレース中に脱水症状を起こすアクシデントが響いて、25km地点を過ぎた後に先頭集団から脱落。完走はしたものの、日本代表4選手では最下位の31位に終わった（女子マラソン団体戦では日本代表で銀メダルを獲得）。
その後再起を期して、2010年1月31日に開催された大阪国際女子マラソンでは、直前に左膝を痛めながらも強行出場。26Kkm辺りまで自らハイペースで先頭集団を引っ張ったものの、怪我の影響からか大阪城公園内の急な下り坂付近で失速。30km過ぎでは足が攣って一回立ち止まり屈伸、苦悶の表情でゴールを目指すも39km手前で夫の周平コーチに止められ、無念の途中棄権となってしまった。
2010年4月25日のロンドンマラソンは、直前の同年4月14日アイスランドのエイヤフィヤトラヨークトルの噴火の影響で一時交通が麻痺、開催が危ぶまれるほどだったが本番当日は予定通り決行となる。そのレースでは、33km付近までハイペースの先頭集団についていたがその後遅れ始める。左足に水膨れと爪が剥がれるハプニングがありながらも粘り強く走り続け、自己ベストとなる2時間24分台をマーク、日本女子トップの6位でゴールした。
2010年6月に開催された日本陸上選手権では、6月4日に女子10000mと及び6月6日の女子5000mにそれぞれ出場したが、両種目共に優勝した福士加代子と2位の木崎良子に及ばず3位に甘んじた。2010年7月4日開催の札幌国際ハーフマラソンは、優勝した加納由理らのペースについていけず、1時間13分30秒の7位に留まった。

### フルマラソン初優勝
2011年1月30日、コースが一部新しく変更された大阪国際女子マラソンへ、3年連続出場となった。低温と強風という悪条件の中、同レースでは終始先頭集団につけ、34km付近から伊藤舞との一騎討ちになる。39km過ぎで赤羽はスパートを掛けて伊藤を引き離し、そのまま長居スタジアムにトップで入り、5度目のマラソンにして念願の初優勝を果たした（なお世界陸上大邱大会女子マラソン代表入りも大きく前進となるが、内定条件の2時間26分00秒には惜しくも届かなかった）。
2011年4月17日のロンドンマラソンに2年連続で出場。赤羽自身は大阪の後に本大会への出場を決めていたが、3月11日に東北地方太平洋沖地震（東日本大震災）の発生により3月13日の名古屋国際女子マラソンが中止となったことから日本陸上競技連盟がロンドンマラソンを急遽世界陸上大邱大会の代表選考競技会に指定したため、日本女子選手が多く参戦した大会となる。レースでは自己ベストタイムとなる2時間24分08秒でゴール。結果日本選手トップとなり、順位は前年と同じ6位であった。

### 世界陸上大邱大会
2011年4月21日、日本陸連理事会で世界陸上大邱大会の日本代表に2大会連続で選出、同年8月27日に施行された世界陸上初日の女子マラソンに出場。本番レースはスタートから32km付近までは団子状態で先頭集団をキープしたが、33kmからのケニア・エチオピア勢らのロングスパートについていけず、日本女子勢は大きく離される展開となる。その後は赤羽だけが辛うじて入賞圏内を保持したが、最終的には2時間29分35秒で日本人トップながらも5位入賞 に留まり、念願のメダル獲得は果たせず、翌2012年8月開催予定のロンドンオリンピック女子マラソン日本代表も即内定に至らなかった。なお女子マラソン団体戦での日本代表は4位に終わり（3位のエチオピアとは38秒差）、1997年の世界陸上アテネ大会でマラソン団体戦を採用して以来、初めて表彰台を逃してしまった。
2011年12月23日の山陽女子ロードレース・ハーフマラソンの部では、野口みずき等を抑えて1時間9分16秒の大会新記録で優勝した。

### ロンドン五輪への挑戦
ママさんランナーとして日本女子史上初のマラソン五輪代表を狙う赤羽は、世界陸上大邱大会で日本女子最高の5位に入ったことで、その後国内選考会3レース（横浜・大阪・名古屋）の出場は、他日本女子選手の結果次第という形式をとっていた。しかし2011年11月20日の横浜国際女子マラソンは木崎良子が、2012年1月29日の大阪国際女子マラソンは重友梨佐がそれぞれ優勝を果たしたため、このままでは赤羽のロンドン五輪選出は難しいと判断。大阪のレース終了後の同年2月1日、当初2月27日の東京マラソン2012（女子の部は五輪選考会から除外）にエントリーするも回避、急遽ロンドン五輪女子マラソンの国内最終選考会である3月11日の名古屋ウィメンズマラソンへ、優勝を目指し再チャレンジする意向を表明した。
だが2012年2月の合宿中に左足首を痛め、思うように練習を積めない状況が続いた。結局体調万全で臨めないまま不安の中で、名古屋ウィメンズマラソンのスタートラインについたが、10km地点の給水地点でボトルを落としてしまい拾い直すハプニングがあった。その後先頭集団に追いつき、中盤を過ぎて苦悶の表情ながら赤羽自ら集団を引っ張る積極性を見せたが、35Km手前で力尽き優勝争いから脱落し8位に終わる。結果ロンドン五輪女子マラソン日本代表は木崎・重友・尾崎好美（名古屋ウィメンズで日本人トップの2位）の3名が選出、赤羽は惜しくも落選し補欠選出に留まった（なお補欠選手は同年6月29日をもって解除、以降正式代表選手が故障等で出場辞退しても補欠の補充はされなくなった）。

### ロンドン五輪後
2012年11月18日、再起を期して横浜国際女子マラソンに出場したが、11月3日の東日本実業団女子駅伝で右足踝を痛めた影響により23Km過ぎで先頭集団から脱落、8位に敗れた。同年12月23日の山陽ロードレース・ハーフマラソンの部では1時間9分56秒で優勝、同大会2連覇を達成した。翌2013年4月21日は自己記録を目指してロンドンマラソンに出走、3位でゴールするも日本陸連の派遣設定記録だった2時間24分未満に届かず、世界陸上モスクワ大会の女子マラソン代表入りはならなかった。
2013年8月25日、北海道マラソンに出場するも、優勝の渡邊裕子に約3分遅れ2時間32分台の2位だった。同年11月28日、所属のホクレンは来年1月の大阪国際女子マラソンで一線を退くと発表した。

### ラストランで2度目のマラソン優勝・引退後
2014年1月26日、引退レースとなる大阪国際女子マラソンに出場。終盤の37km過ぎまでタチアナ・ガメラシュミルコと先頭を争い、その後ガメラシュミルコから徐々に離されたが、日本人トップで2時間26分丁度の2位（当初）に入る（仁川アジア競技大会の選考レースでもあり、アジア大会女子マラソン日本代表選出の可能性があったが現役引退のため辞退）。だがそれから2年近く経過した2015年12月22日、当初首位ゴールのガメラシュミルコがドーピング違反により資格停止処分が下され、優勝及び記録を抹消したため、2位の赤羽が繰り上がり大阪国際女子マラソンでは3年ぶり2度目の優勝者となった。
3日前の大阪国際女子マラソンで有終の美を飾ったラストランの後、2014年1月29日に現役引退の記者会見を開いた。赤羽曰く「達成感があって満足している」と選手生活を振り返り、今後は「走る楽しさを伝えたい」として、陸上競技の普及活動を行いたい意思を明らかにした。
引退後の2014年4月1日より、赤羽有紀子はホクレンスポーツアンバサダーに就任。夫の周平はホクレンを退社、豊田自動織機女子陸上部のヘッドコーチに転任。有紀子は1児の母として育児する傍ら、各マラソン大会のゲストランナー出場や陸上教室、講演などでも活動していた。

### 母校・城西大学女子駅伝部コーチ就任へ
2018年2月6日、夫・周平が豊田自動織機女子陸上部ヘッドコーチを同年3月末で退任し、4月1日付で妻・有紀子の母校である城西大学女子駅伝部の監督就任を発表。有紀子も夫をサポートする形式で、当大女子駅伝部のアドバイザー兼コーチとして担当する旨を、自身のブログにて公表した。

## 自己ベスト
| 距離             | 結果          |
| ---------------- | ------------- |
| 5000m            | 15分06秒07    |
| 10000m           | 31分15秒34    |
| 10kmロードレース | 32分20秒      |
| ハーフマラソン   | 1時間08分11秒 |
| マラソン         | 2時間24分08秒 |

## マラソン全成績
| 年月       | 大会                             | 順位 | 記録          | 備考                                                          |
| ---------- | -------------------------------- | ---- | ------------- | ------------------------------------------------------------- |
| 2009年01月 | 大阪国際女子マラソン             | 2位  | 2時間25分40秒 | 初マラソン・世界陸上ベルリン大会選考レース                    |
| 2009年08月 | 世界陸上ベルリン大会女子マラソン | 31位 | 2時間37分43秒 | 団体戦日本女子銀メダル獲得                                    |
| 2010年01月 | 大阪国際女子マラソン             | DNF  | 途中棄権      | 広州アジア競技大会選考レース                                  |
| 2010年04月 | ロンドンマラソン                 | 6位  | 2時間24分55秒 | 自己ベスト記録                                                |
| 2011年01月 | 大阪国際女子マラソン             | 優勝 | 2時間26分29秒 | マラソン初優勝・世界陸上大邱大会選考レース                    |
| 2011年04月 | ロンドンマラソン                 | 6位  | 2時間24分08秒 | 自己ベスト記録                                                |
| 2011年08月 | 世界陸上大邱大会女子マラソン     | 5位  | 2時間29分35秒 | 日本女子ではトップ、唯一の入賞                                |
| 2012年03月 | 名古屋ウィメンズマラソン         | 8位  | 2時間26分08秒 | ロンドンオリンピック選考レース                                |
| 2012年11月 | 横浜国際女子マラソン             | 8位  | 2時間31分43秒 | 世界陸上モスクワ大会選考レース                                |
| 2013年04月 | ロンドンマラソン                 | 3位  | 2時間24分43秒 | 世界陸上モスクワ大会選考レース                                |
| 2013年08月 | 北海道マラソン                   | 2位  | 2時間32分10秒 |                                                               |
| 2014年01月 | 大阪国際女子マラソン             | 優勝 | 2時間26分00秒 | ラストラン・2度目のマラソン優勝・仁川アジア競技大会選考レース |